# Aqeela Asifi
Aqeela Asifi (* 1966 Kábul) je afghánská učitelka, která vychovala tisíce uprchlických dětí v Mianwali v Pákistánu. V roce 2015 byla odměněna Nansenovou cenou.

## Život
V Afghánistánu vystudovala učitelství dějepisu a zeměpisu.
Po převzetí moci v Afghánistánu Tálibánem roce 1992 musela opustit zemi. Když přijela jako uprchlice do tábora Kot Chandna v Mianwali, nebyly tam žádné školy pro děti uprchlíků, proto zřídila ve vypůjčeném stanu školu. V roce 2017 bylo v táboře již 9 škol pro více než 1500 studentů. V některých z těchto škol studují také dívky.
V roce 2015 ji byla udělena Nansenova cena za její neúnavné úsilí, spočívající v poskytování vzdělání dětem afghánských uprchlíků. Většinu ze získaných 100 000 dolarů z Nansenovy ceny použila na stavbu nové školy. Cena uznává zásluhy za výjimečnou pomoc uprchlíkům.